# Wagria

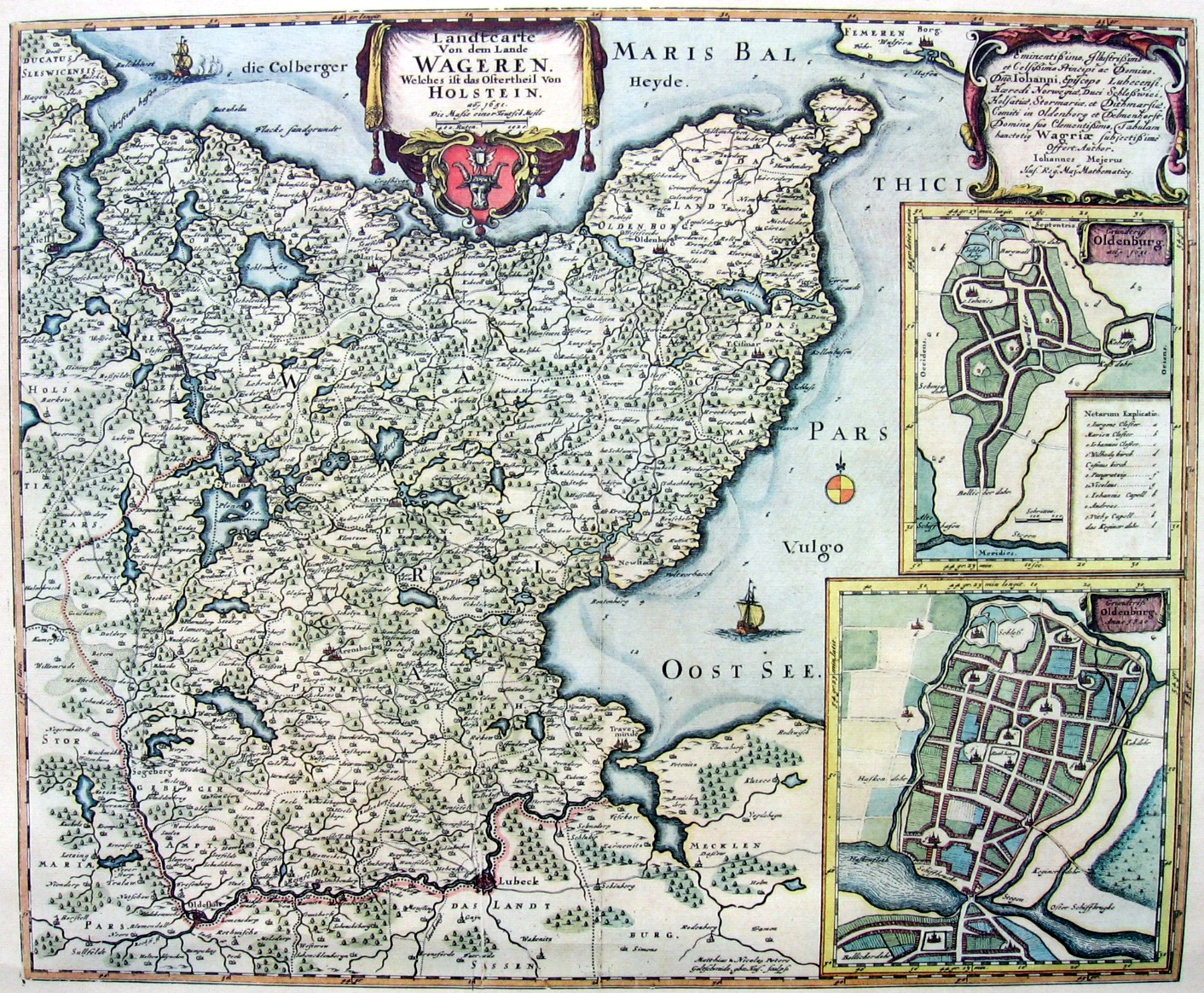
Mapa Wagrii z 1691 roku

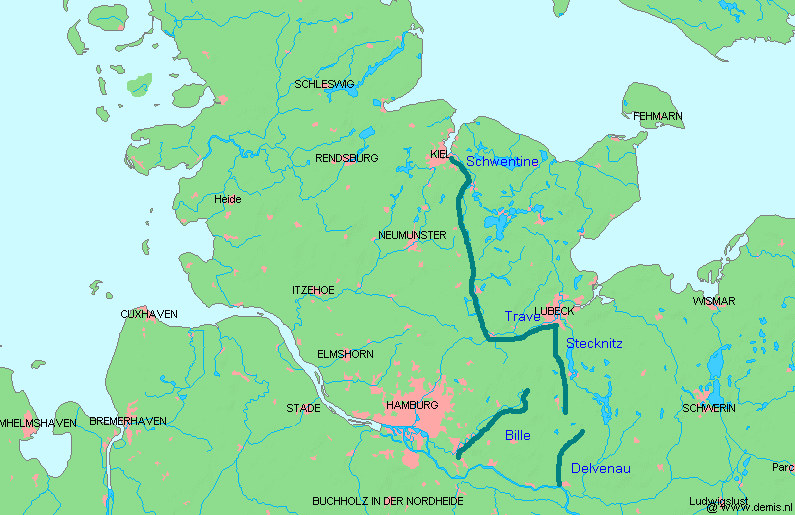
Tereny Wagrów między rzeką Schwentine a wyspą Fehmarn. Linie oznaczają zachodnią granicę terytoriów Słowian, tzw. Limes Saxoniae.

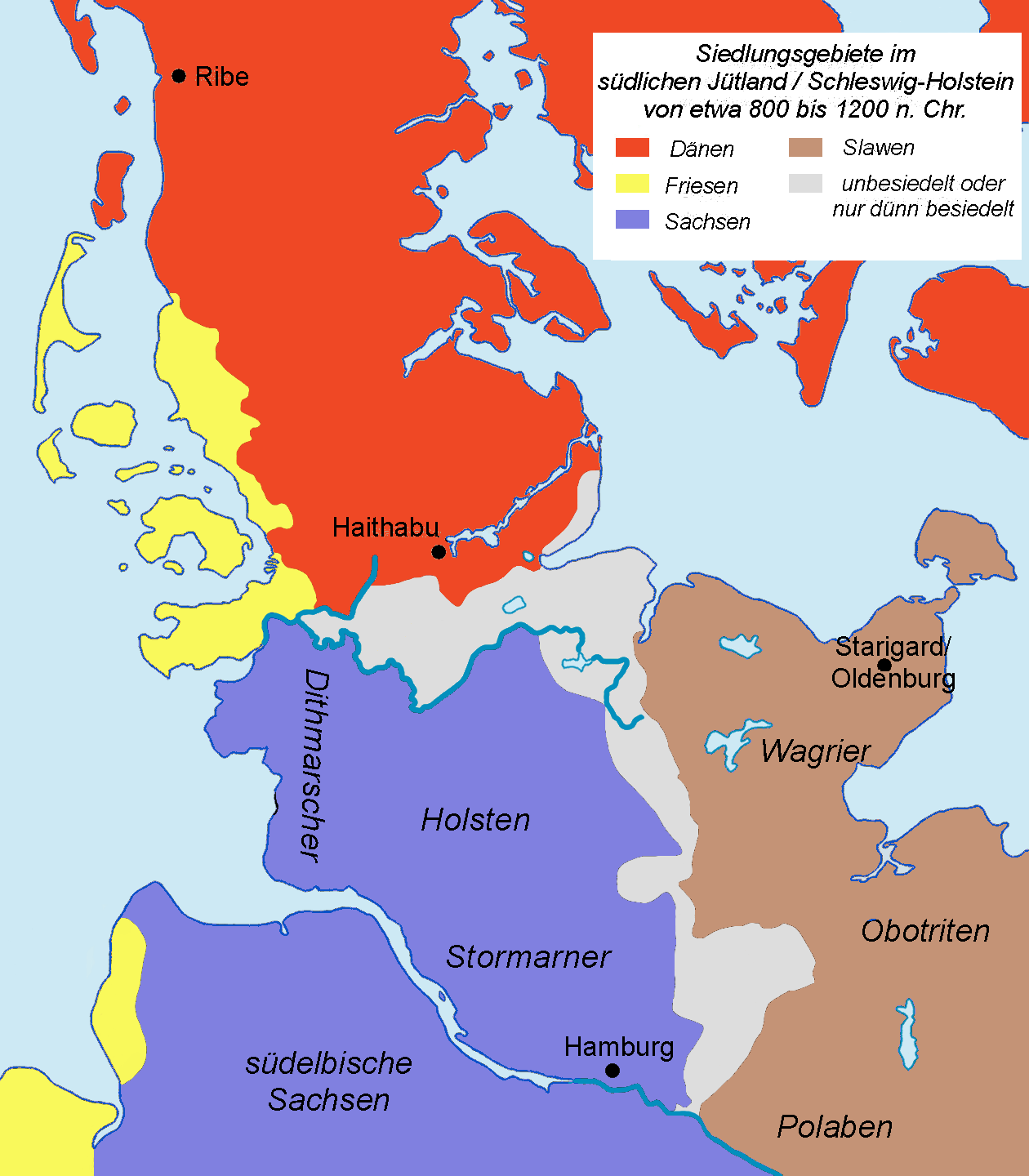
Tereny Wagrów na brązowo

Wagria (niem. Wagrien) – kraina historyczna w północnych Niemczech, we wschodniej części Holsztynu. Granice Wagrii wyznaczały Bałtyk od północy i wschodu, od południa dolny bieg rzeki Trawny, zaś od zachodu Limes Saxoniae. We wczesnym średniowieczu stanowiła najdalej na zachód wysunięty ośrodek osadnictwa słowiańskiego, jej nazwa pochodzi od zamieszkującego ją połabskiego plemienia Wagrów.
Od przełomu VIII i IX wieku Wagria wchodziła w skład Związku obodryckiego. Od połowy IX wieku zaznacza się wyraźne dążenie do odrębności, związane z powtarzającymi się próbami Wagrów uniezależnienia się spod dominacji Obodrytów. Kraina znajdowała się w obrębie wpływów duńskich i stanowiła forpocztę chrystianizacji Połabia, czego wyrazem było utworzenie w 968 roku biskupstwa w Stargardzie Wagryjskim. Z okresu osadnictwa słowiańskiego archeolodzy odkryli 23 grody, 143 osady otwarte, 7 grup grobów kurhanowych i kilka cmentarzysk płaskich.
Po śmierci Kanuta Lavarda w 1131 roku Wagria znalazła się pod panowaniem Przybysława. Zdaniem Helmolda kraj dzielił się na trzy okręgi: darguński, utyński i süselski. Po zakończonym klęską powstaniu słowiańskim z lat 1138–1143 większość Wagrii dostała się pod panowanie hrabiego Adolfa z Schauenburga, Przybysław zdołał przez pewien czas utrzymać jeszcze rządy nad okolicami Stargardu Wagryjskiego. Począwszy od XII wieku postępuje stopniowa germanizacja Wagrii, związana z intensywnie rozwijanym osadnictwem niemieckim.